# Paguristes jousseaumei
Paguristes jousseaumei is een tienpotigensoort uit de familie van de Diogenidae. De wetenschappelijke naam van de soort is voor het eerst geldig gepubliceerd in 1892 door Bouvier.